# Alexandre Coconul
Alexandre Coconul (en romanès Alexandru Coconul) fou un voivoda (príncep) de Valàquia entre els anys 1623 i 1627 i de Moldàvia entre els anys 1629-1630.
Va néixer l'any 1611, fill del també voivoda de Valàquia i Moldàvia Radu Mihnea. Alexandre Coconul fou nomenat voivoda pel seu pare quan va marxar amb el suport dels otomans a Moldàvia per prendre el control d'aquest Principat que es disputaven la Sublim Porta i Polònia. El regnat d'Alexandre a Valàquia va ser una continuació del regnat del seu pare, ja que la majoria de la cort valaca eren homes de la seva confiança i lleials als otomans, així tot i que Alexandre era qui ocupava el tro valac, en veritat fou Radu Mihnea qui controlava el poder a Valàquia.
L'any 1626 amb el traspàs de Radu Mihnea, Alexandre Coconul va veure com el seu poder es debilitava enfront de la noblesa local, així com dels otomans, ja que en ser molt jove (d'aqui el seu apel·latiu en romanès "Coconul") es considerava adient posar en el seu lloc a algú amb més experiència i edat, motiu pel qual un any més tard, l'any 1627 fou obligat a abdicar en la figura d'Alexandre Iliaş.
Alexandru Coconul va desplaçar-se a Istanbul, on serví als otomans i al juliol de 1629 els otomans consideraren que era la persona adient per col·locar al capdavant de Moldàvia en lloc Miron Barnovschi-Movilă que havia estat sostingut pels polonesos al tron moldau. El regnat en aquest cas d'Alexandre Coconul a Moldàvia va ser molt curt, ja que els otomans van considerar que no estava capacitat per governar Moldàvia i al maig de 1630 era obligat a renunciar.
Va morir l'any 1632 a Istanbul. Es va casar amb Ruxandra Beglitziri que era filla del Fanariota grec Skarlatos, amb qui va tenir un fill, Radu Gioan Bey. A la mort d'Alexandre, Ruxandra es tornà a casar amb el Fanariota Nicolas Mavrocordato.